# Ryan Cleary
Pour les articles homonymes, voir Cleary.
 (septembre 2018).
Si vous disposez d'ouvrages ou d'articles de référence ou si vous connaissez des sites web de qualité traitant du thème abordé ici, merci de compléter l'article en donnant les références utiles à sa vérifiabilité et en les liant à la section « Notes et références ».
Ryan Cleary, né le 20 novembre 1966, est un homme politique canadien. Lors de l'élection fédérale du 2 mai 2011, il est élu député à la Chambre des communes du Canada pour la circonscription St. John's-Sud—Mount Pearl sous la bannière du Nouveau Parti démocratique, défaisant le Libéral Siobhan Coady.

## Biographie

### Carrière politique
Lors de l'élection fédérale du lundi 19 octobre 2015, il fut défait par le libéral Seamus O'Regan. Il a couru sans succès en 2015 des élections provinciales en tant que progressiste-conservateur.
En 2016, Cleary a commencé à organiser un nouveau syndicat de pêcheurs, appelé Fédération des pêcheurs indépendants, ou FISH-NL, en tant que rival du syndicat des travailleurs du poisson, de l'alimentation et des branches connexes. Cleary a voyagé à travers la province pour recruter des membres en vue d'une accréditation syndicale, et sa demande de reconnaissance syndicale est actuellement à l'étude par la Commission des relations de travail.